# Výhybka RIGI-VTW 2000

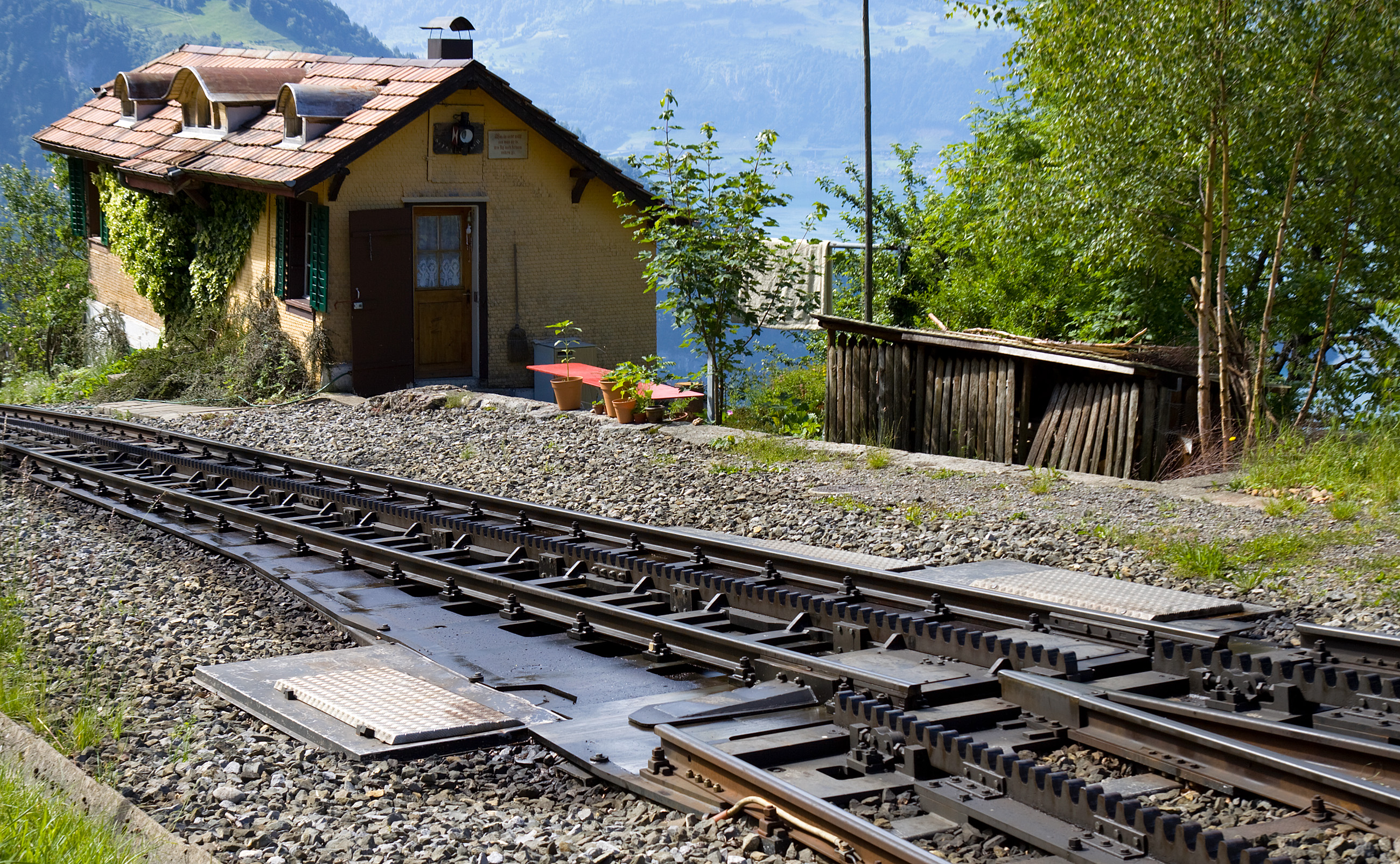
Výhybka RIGI-VTW 2000
ve stanici Freibergen
(snímek v mezipoloze při přestavení)

RIGI-VTW 2000 je flexibilní (pružná) výhybka konstruovaná pro ozubnicovou železnici. Výhybka byla navržena tak, aby usnadnila údržbu a provoz v zimních podmínkách na horské dráze Švýcarské společnosti Rigi Bahnen na trati Vitznau - Rigi, ve stanici Freibergen.

## Porovnání konstrukce

### Klasická konstrukce
Klasické ozubnicové výhybky jsou náročné na údržbu a konstrukci. Problematickým místem konstrukce je křížení ozubeného hřebene s kolejnicí. To je řešeno různě podle druhu ozubnice (vizte výhybky a křížení ozubnicové dráhy).
Mezi konkrétní nevýhody patří:
- relativně vysoký počet mechanických a pohyblivých dílů, táhel, čepů, kloubů
- vysoké opotřebení styčných ploch pohyblivých dílů (tření)
- problematická přesnost vedení železničního dvojkolí a ozubeného kola ozubnice, které musí být ve vzájemném záběru
- riziko vykolejení
- omezená (nízká) cestovní rychlost z důvodu bezpečnosti
- náročná údržba
- zdlouhavé ruční odklízení sněhu a zmrazků z míst pohyblivých a dosedajících částí
- možnost zamrznutí a zablokování čepů a kloubů
- rozměrová nestabilita v rozsahu provozních teplot -20 až +60 °C (teplotní roztažnost)
- vysoký výkon potřebný pro rozmrazování teplem (10 až 12 kW)
- výhybka může realizovat rozdělení pouze na dvě koleje.

### Požadovaná konstrukce
Pro konstrukci nové flexibilní výhybky byla stanovena kritéria, která mají eliminovat nevýhody a náklady klasické konstrukce.
Požadavky a kritéria:
- jednodušší konstrukce
- snížení výrobních nákladů
- snížení provozních nákladů (trvanlivost, nižší opotřebení)
- snížení nákladů na údržbu
- omezení pohyblivých částí, kloubů a čepů
- vyšší rychlostní limit
- možnost strojního odklízení sněhu (pluh, sněhová fréza)
- omezení potřeby vyhřívání a rozmrazování v zimním provozu
- jednoduché vedení kolejového vozidla s minimem styčných bodů kolejnic
- zvýšení bezpečnosti i komfortu jízdy
- zajištění provozu historických kolejových vozidel s částmi, které zasahují pod hlavu kolejnice
- přesnost a definovaná poloha přestavení v krajních polohách
- možnost větvení do více než dvou směrů.

## Flexibilní konstrukce
Flexibilní konstrukce v tomto případě opravdu znamená pružná. Toto řešení není nikterak nové a připomíná konstrukci vlečných výhybek. Tato řešení se z různých důvodů v praxi nerozšířila a pro ozubnicovou dráhu nejsou vhodná. Princip flexibilní konstrukce spočívá v tom, že výhybka nemá jazyky, které se podle směru přestavení přimykají k přímé nebo odbočující kolejnici, ale v místě společné koleje má pevný bod, od kterého se kolejnice ohýbají do požadovaného směru jízdy. Tam pokračují - navazují na pevné kolejnice v přímém nebo odbočujícím směru. Podle provedení, délky pružného úseku a úhlu odbočení může, ale nemusí být výhybka osazena srdcovkou a přídržnicemi. 

## Konstrukce RIGI-VTW 2000
Princip, respektive technické řešení výhybky RIGI-VTW 2000 je patentově chráněné  

### Realizace
Realizované provedení výhybky vychází z patentovaného principu  a bylo provedeno podle místních traťových poměrů. Výhybka byla postavena jako oboustranná, téměř symetrická, s použitím pražcových deformačních segmentů namísto klasických pražců, podobných jako na obrázku 5 a 6. Vzhledem k oboustrannému odbočení nebylo nutno konstruovat srdcovku a vzájemná vzdálenost os ozubených hřebenů je dostatečně velká, aby při použití sněhového pluhu nebo frézy nedošlo ke kontaktu mezi hranou pluhu a hřebenem na sousední koleji. Pro ovládání polohy flexibilního úseku, jeho přestavení je použit elektrohydraulický mechanismus umístěný na okrajích základové desky pod úrovní terénu. Vlastní kontrola a řízení chodu obsahuje počítač náprav TIEFENBACH, bezpečnostní řídící systém PILZ a další komponenty jako jsou zdroje, jištění, koncové spínače polohy, ovládací prvky, diagnostiku a další.
| parametr       |  | hodnota / popis                                                |
| system         |  | speciální flexibilní výhybka RIGI-VTW                          |
| rozchod        |  | 1435 mm (standardní/normální)                                  |
| délka          |  | 19.4 m                                                         |
| úhel odbočení  |  | 6° vpravo / 9° vlevo                                           |
| hmotnost       |  | 20 t                                                           |
| materiál       |  | kolejnice VST36, ozubený hřeben - šířka zubů 60 mm             |
| sklon          |  | 10.95 %                                                        |
| pohon          |  | elektrohydraulický pohon (síla přestavení 13,5 kN)             |
| montáž         |  | základová deska umístěná v loži                                |
| vyhřívání      |  | není potřeba                                                   |
| ozubený hřeben |  | 1 kus s kompenzací tepelné roztažnosti                         |
| stabilita      |  | zvláštní výztuže v rámu zajišťující stabilitu ve svislém směru |
| řízení         |  | počítač náprav TIEFENBACH, bezpečnostní řídící systém PILZ     |
| instalace      |  | 26. říjen 2000                                                 |
| umístění       |  | Švýcarsko, stanice: Rigi Freibergen, Vitznau-Rigi-Bahn         |
Další dvě výhybky podobného provedení, ale v podobě jednoduchých výhybek (s jednou větví v přímé) byly instalovány na Dolderbahn . Také projekt rekonstrukce stanice Arth-Goldau počítá s instalací dvou podobných výhybek.